# Альона Апіна
Альона Апіна (рос. Алёна Апина; нар. 23 серпня 1964, Саратов, СРСР) — радянська та російська співачка. Заслужена артистка Росії (2002). Закінчила Саратовську консерваторію. Найбільш відомі хіти «Вузлики», «Електричка», «Ксюша», «American Boy», «Бухгалтер», «Леха», «Місячні ночі» (Дует з Муратом Насировим), «Грішний міг» (В дуеті з Борисом Моїсеєвим).

## Біографія
Народилася 23 серпня 1964 року в місті Саратові. Батько — Євген Вікторович Льовочкін — інженер, мати Любов Володимирівна Льовочкіна — продавець.
Олена Льовочкіна закінчила музичну школу по класу фортепіано (на якому займалася з 5 років), потім вступила до Саратовського музичного училища по класу фортепіано. Після закінчення училища працювала акомпаніатором в клубі «Схід».

### 1988—1991: група «Комбінація», початок сольної кар'єри
Навчаючись у консерваторії, отримала пропозицію від знайомого на час літніх канікул підробити в музичній групі, і вже в 1988—1991 роках вона солістка групи «Комбінація». У 1991 році почала сольну кар'єру, записавши пісню «Ксюша», яка миттєво стала хітом; надалі — солістка Московського державного концертного об'єднання (Москонцерт). У 1992 році виходить перший альбом Вулиця любові. Причому в альбом увійшла і пісня «Бухгалтер», яку виконувала група «Комбінація», але так як Апіна була автором слів пісні, вона вважала, що має право виконувати її паралельно з Комбінацією. Найуспішнішим вважається другий альбом Танцювати до ранку (композитор альбому Аркадій Укупник), з якого всі 8 треків стали хітами. Взимку 1994 року перша в історії російської поп-музики ставить мюзикл, який на той час називався поп-романом «Ліміту», де пісні були складені легендарним поетом Михайлом Таничем. Найпопулярніша композиція з циклу — «Вузлики». Мюзикл успішно пройшов з аншлагом 5 днів у Москві, і 5 днів в Санкт-Петербурзі. Алла Пугачова написала позитивну рецензію до поп-роману «Ліміту».

### 1991—1998: зліт популярності, дует з Муратом Насировим
Альона Апіна була популярною співачкою в 90-х роках, випускала по кілька альбомів за рік, відеокліпи регулярно знімалися і транслювалися на всіх каналах. Крім кліпів на ТБ, на радіо перебували в активній ротації як відомі, так і невідомі альбомні пісні, які згодом ставали хітами без відеоматеріалу, займали перші рядки хіт-парадів та включалися до збірників Студії Союз — це був неймовірний успіх і шалена популярність. В 1996 році при врученні премії «Зірка» пісня «Вузлики» була номінована в категорії «Найкраща пісня» поряд з піснями «Гранітний камінчик» (Божа корівка), «Літак» (Валерія), «Сера» (Валерій Меладзе) і «Сім тисяч над землею» (Валерій Сюткін). Перемогла остання пісня. У 1997 році популярність Альони Апіної підігріває пісня «Електричка», яка потрапляє на перші рядки хіт-парадів країн СНД. У цьому ж році Олена Апіна записує дует з починаючим співаком Муратом Насировим «Місячні ночі» (переспів пісні «Ding a Dong» нідерландської групи Teach-In, але з іншим текстом). В період з 1997 по 1998 рр. разом з Муратом Насировим гастролюють по всьому світу. У 1998 році Альону Апіну зазначають критики музичною премією «Овація» як найкращу співачку року.

### 1999—2000: робота на телебаченні, участь у «Різдвяних зустрічах Алли Пугачової» з Лолітою
Наприкінці 1990-х — початку 2000-х Альона Апіна веде недільну програму «Польова пошта» на каналі ТВ Центр, де разом зі знімальною групою відвідує різні куточки Росії. У 2000 році записує пісню про жіночу дружбу разом зі своєю подругою Лолітою і вмовляє Аллу Пугачову взяти в програму «Різдвяні зустрічі» дует, замість заявленої сольної пісні. У підсумку Пугачова погоджується і додає в програму «Пісню про жіночу дружбу» і другим номером все одно залишає сольну композицію Апіної. У 2001 році виходить відеокліп на пісню «Завтра», який був високо відзначений каналом MTV і запустили з позначкою «Ех, молодця!»

### 2001 рік— теперішній час: народження доньки, зміна професійної діяльності, авторська передача
У 2001 році у Альони Апіної народилася донька Ксенія. У 2002 році Альони Апіної присвоїли звання Заслуженої артистки Росії. У 2013 році стає ведучою своєї авторської програми «Інтернаціонал з Оленою Апіною» на радіо КП, де разом зі знаменитими гостями ставить в ефір і обговорюють пісні невідомих виконавців з народу, які відправляють свої роботи через інтернет.
Викладає музику в школі, де навчається її донька Ксенія.

## Погляди
В інтерв'ю «Новим известиям» в 2006 році Альона Апіна розповіла про негативне ставлення до періоду застою, назвавши можливість повторного приходу до влади комуністів однією з причин, по яких вона брала участь в передвиборної агітаційної кампанії Бориса Єльцина. При цьому вона підкреслила, що не перебуває ні в яких партіях і давно не ходить на вибори. Своїми політичними кумирами співачка назвала Ангелу Меркель і Кондолізу Райс, позитивно оцінивши зростаючий вплив жінок на політику.

## Звання, премії, нагороди
- 1992 — Лауреат хіт-параду року
- 1993 — Лауреат премії «Пісня Року» з піснею «Все так не просто»
- 1993 — Лауреат хіт-параду року
- 1994 — Лауреат премії «Пісня Року» з піснею «Любий»
- 1995 — Лауреат премії «Пісня Року» з піснею «Вузлики»
- 1997 — Лауреат премії «Срібна калоша» за пісню «Електричка» («Срібний дощ»)
- 1997 — Лауреат премії «Золотий грамофон» за пісню «Електричка» («Русское Радио»)
- 1998 — Лауреат премії «Пісня Року» з піснею «Москвичі»
- 1999 — Лауреат премії «Пісня Року» з піснею «Електричка»
- 1999 — Лауреат премії «Золотий грамофон» за пісню «Тополі» («Русское Радио»)
- 2000 — Лауреат премії «Пісня Року» з піснею «Тополі»
- 2001 — Лауреат премії «Пісня Року» з піснею «Завтра»
- 2002 — Заслужена артистка Російської Федерації
- 2002 — Лауреат премії «Пісня Року» з піснею «Грішний міг» (В дуеті з Борисом Моїсеєвим)
- 2002 — Лауреат премії «Пісня Року» з піснею «Вона любила вишні»
- 2003 — Лауреат премії «Пісня Року» з піснею «Підемо зі мною» (У дуеті з Тетяною Іванової)
- 2004 — Лауреат премії «Пісня Року» з піснею «Паралельно любові»
- 2004 — Лауреат музичної премії «Срібний диск»
- 2005 — Лауреат музичної премії «Супер диск»
- 2007 — Кавалер ордена «Служіння мистецтву» Міжнародного благодійного фонду «Меценати сторіччя»
- 2012 — Вручено почесний знак Губернатора Московської Області за досягнення в галузі культури і благодійні заходи.

## Дискографія
- 1992 — Улица любви
- 1993 — Танцевать до утра
- 1994 — Пляжный сезон
- 1995 — Лимита
- 1995 — Пропащая душа
- 1996 — Соперница
- 1997 — Объяснение в любви
- 1998 — Люби как я
- 1999 — Тополя
- 2001 — О судьбе и о себе
- 2003 — Пойдем со мной. Энергетическая
- 2003 — Пойдем со мной. Лирическая
- 2007 — Самолет на Москву
- 2010 — Ещё раз про любовь
- 2016 — Alena Apina